# Simonetta Tosi
Simonetta Landucci, meglio conosciuta col cognome da coniugata come Simonetta Tosi (Perugia, 19 novembre 1937 – Roma, 7 novembre 1984), è stata una biologa e medico italiana.

## Biografia
Nacque a Perugia e si laureò in scienze biologiche presso l'Università di Pavia nel 1960. Con una borsa di studio dell'IFUW (International Federation of University Women), ebbe l'opportunità di rimanere due anni presso l'Istituto di Biochimica dell'Università di Zurigo prima di rientrare a Pavia e conseguire una seconda laurea in Medicina e Chirurgia nel 1963. Iniziò la sua attività di ricerca a Torino, nel 1966, all'Istituto di Genetica Medica dove si occupò di immunoematologia e, dal 1968 al 1971, fu vicedirettrice dell'Osservatorio di Genetica Animale.
Si trasferì a Roma nel 1971 per lavorare come ricercatrice nel laboratorio di Biologia Cellulare del Consiglio Nazionale delle Ricerche, all'epoca sotto la direzione della scienziata Rita Levi Montalcini, come la stessa ricorda nel suo libro Senz'olio contro vento.
In tale contesto conobbe il marito Roberto Tosi, anche lui ricercatore, col quale ebbe due figli.
Col passare degli anni lasciò il settore dell'immunologia per occuparsi a tempo pieno della salute della donna, organizzando dei programmi di formazione con le amministrazioni locali, come il Comune di Roma e la Regione Lazio, su contraccezione e aborto. A seguito dell'approvazione della Legge 22 maggio 1978, n.194, fu tra i fondatori del Sistema di Sorveglianza Epidemiologica dell'Interruzione Volontaria di Gravidanza (IVG) presso l'Istituto Superiore di Sanità, entrato in funzione nel 1981, che fornisce ancora oggi i dati sulla modalità di funzionamento e lo stato d'applicazione della legge al Ministero della Salute. Inoltre, dopo l'approvazione della legge sull'istituzione dei consultori familiari, coordinò il Gruppo Nazionale Attività dei Consultori.
Morì nel 1984.

## Impegno sociale e politico
Nel 1972, Simonetta Landucci Tosi entrò a far parte del Collettivo femminista di Via Pompeo Magno, poi confluito nel Movimento Femminista Romano, partecipando alle iniziative per la depenalizzazione del reato di aborto. Due anni dopo, aprì nel quartiere romano di San Lorenzo il consultorio autogestito di via dei Sabelli n. 100, che divenne sede del CRAC (Comitato Romano per la liberalizzazione dell'aborto e della contraccezione) e del Collettivo femminista San Lorenzo, espressioni dei gruppi della salute della donna che proliferarono negli anni Settanta.
Con questo collettivo e altri gruppi femministi, partecipò all'occupazione di un reparto del Policlinico Umberto I di Roma nell'estate 1978, subito dopo l'approvazione della legge 194, per promuovere presso i medici l'adozione di pratiche abortive non chirurgiche,quali il metodo Karman per aspirazione e per supportare le pazienti lì ricoverate e informarle sui metodi contraccettivi. L'esperienza ebbe una forte eco mediatica e si concluse con lo sgombero da parte della polizia il 25 settembre 1978.
Uno dei suoi ultimi impegni fu l'organizzazione presso l'Istituto Superiore di Sanità di un convegno, che si tenne il 27 aprile 1984, dal titolo "Compiti delle ostetriche nei consultori e nei servizi ostetrico-ginecologici degli ospedali".

## Riconoscimenti
A Roma, ci sono un centro di formazione professionale, una scuola e una via intitolati a Simonetta Landucci Tosi. Nel 2013, è stata apposta una mattonella che ne ritrae il volto accanto al portone di via dei Sabelli n. 100, sede del consultorio da lei fondato, corredata dalla seguente frase: "Noi crediamo che la conoscenza diretta del nostro corpo e la salute fisica sia una tappa fondamentale sulla strada dell'autodeterminazione".